# Mittelgebirgslandschaft um Oelsen
Das Naturschutzgebiet Mittelgebirgslandschaft um Oelsen liegt auf dem Gebiet der Stadt Bad Gottleuba-Berggießhübel im Landkreis Sächsische Schweiz-Osterzgebirge in Sachsen.
Das aus neun Teilflächen bestehende Naturschutzgebiet erstreckt sich westlich von Breitenau und nördlich, östlich, südlich und westlich von Oelsen, beide Ortsteile von Bad Gottleuba-Berggießhübel. Westlich des Gebietes verläuft die A 17, nördlich die S 171 und östlich die Landesstraße L 173. Am nordwestlichen Rand erstreckt sich die 58–66 ha große Talsperre Gottleuba, durch die westlichen Teilflächen fließt die Gottleuba, ein linker Nebenfluss der Elbe, am südlichen und südöstlichen Rand verläuft die Staatsgrenze zu Tschechien.

## Bedeutung
Das 515 ha große Gebiet mit der NSG-Nr. D 50 wurde im Jahr 1990 unter Naturschutz gestellt.